# Zoë Valks
Zoë Valks (* 28. Juli 1995 in Nijmegen) ist eine schweizerisch-niederländische Schauspielerin.

## Leben
Zoë Valks wurde in Nijmegen geboren und zog als Sechsjährige mit ihrer niederländischen Familie in die Schweiz. Sie wuchs in Basel auf und legte dort ihre Matura mit dem Schwerpunkt Musik ab. Erste Theatererfahrungen sammelte sie von 2010 bis 2014 am Jungen Theater Basel. Sie studierte von 2015 bis 2019 Schauspiel an der Akademie für Darstellende Kunst Baden-Württemberg. 2018 erhielt sie die Auszeichnung Junge Talente Schweiz und gewann den Schauspielwettbewerb des Migros-Kulturprozent in Zürich.
Während des Studiums spielte sie in mehreren Hochschulfilmen mit. Ihre erste große Fernsehrolle hatte sie 2018 in dem Film Meine Nachbarn mit dem dicken Hund. 2019 begann sie mit den Dreharbeiten für den Kinofilm Lieber Thomas, der 2021 veröffentlicht wurde. Für ihre 2022 in der Polizeiruf-110-Folge Das Licht, das die Toten sehen verkörperte Rolle der manipulativen Stefanie bekam sie positive Kritiken.
Zoë Valks wohnt in Berlin.

## Filmografie
- 2019: Meine Nachbarn mit dem dicken Hund
- 2020: Werkstatthelden mit Herz
- 2021: Die Sterntaler des Glücks
- 2021: SOKO Köln: Alphatiere
- 2021: Lieber Thomas
- 2021: WaPo Bodensee (Folge 06x07: Die Dahlienkönigin)
- 2022: Der Alte (Folge 445: Böses Blut)
- 2022: Tatort: Schattenkinder
- 2022: Polizeiruf 110: Das Licht, das die Toten sehen
- 2022: SOKO Potsdam: Einmal Schlaatz, immer Schlaatz
- 2022: Und dann steht einer auf und öffnet das Fenster
- 2023: Sonderlage – Ein Hamburg-Krimi
- 2023: Mordsschwestern – Verbrechen ist Familiensache – Helden
- 2023: SOKO Stuttgart: Bis zum Schluss
- 2023: Tatort: Was ihr nicht seht
- 2023: Weihnachtspäckchen … haben alle zu tragen
- 2023: Tatort: Des anderen Last
- 2024: Wenn Papa auf der Matte steht
- 2024: SOKO Hamburg: Schlechte Karten
- 2024: Der Dänemark-Krimi: Das Mädchen im Kirchturm
- 2025: SOKO Wismar: Geheimnis eines Sommers
- 2025: Praxis mit Meerblick: Verlobung mit Hindernissen
- 2025: Warum ich?